# Diario Hoy (Venezuela)
El Diario HOY es un periódico venezolano fundado en Barquisimeto, Estado Lara por Joaquín Jiménez, Rafael Ignacio Montes de Oca Gil y Gustavo Machado Carriles, en 1997. El periódico se distribuye en Barquisimeto, Carora, Caracas, Portuguesa y Trujillo.
Su primera edición se publicó el 2 de diciembre de 1997 en tamaño tabloide de 32 páginas. Desde ese momento ha sido diario abierto a todas las tendencias, caracterizado siempre por un periodismo objetivo, moderno y audaz, su estilo editorial se inclina por las noticias concretas y abundantes gráficas.

## Contenido
- Como todo formato tabloide presenta:    
  - Noticias concretas, que enfoca la atención en los asuntos de interés local.
  - Diagramación modular, que lo hace ver un diario de fácil lectura.
  - Los recursos gráficos (infografía, fotos) que convierte la lectura en un ejercicio agradable.
- Secciones: Política, Información, Opinión, Comunidad, Internacionales, Nacionales, Farándula, Cultura, Sociales, Publicidad, Lotería, Deportes, Salud, Ambiente, Entretenimiento y Sucesos.
- Consta de cuerpo de textos, titulares, infografías, pastillas,viñetas cajas de imágenes entre muchas otras características.

## Políticas Informativas.
Sin dejar de atender las necesidades informativas de todo el público larense, el Diario Hoy se ha hecho mucho énfasis en cubrir la información de sobre las necesidades profundas de los grupos más desfavorecidos. 

## Distribución
El Diario HOY de Barquisimeto cuenta con estrategias de ventas exclusivas que hacen alcanzar los 30.000.00 ejemplares diarios, gracias a Promotoras ubicadas en las principales calles y avenidas de Estado Lara, estas promotoras son el símbolo visible del Diario Hoy a su vez, son una especie de vallas publicitarias móviles. 